# Aeroportul Åre Östersund
Aeroportul Åre Östersund (IATA: OSD, ICAO: ESNZ) este un aeroport din Comuna Östersund, Jämtlands län, Suedia ce deservește zona Östersund. Aeroportul a fost tranzitat în decembrie 2022 de 22.740 de pasageri. A fost deschis în 1958 și numit după Åre.
Situat la o altitudine de 376 m, aeroportul dispune de 1 pistă. Este operat de Swedavia⁠(d).

## Infrastructură

### Piste
Aeroportul dispune de o singură pistă. Pista 12/30 are suprafața de Bitum și dimensiunile 2.500 m × 45 m. 